# 北井則行
北井 則行（きたい のりゆき）は、日本の歯学者、歯科医師。朝日大学歯学部口腔構造機能発育学講座歯科矯正学分野教授。

## 経歴
1986年大阪大学卒業、以後同大学助手、講師、助教授を務め、2004年より朝日大学教授に就任。
1994年に、大阪大学から歯学博士号を得る。論文の題は、「成人骨格性下顎前突者の咀嚼機能について -咬合状態および食物の硬さと咀嚼機能との関連性」。

## 著書
- 北井則行 著「頭部エックス線規格写真分析」、相馬, 邦道、飯田, 順一郎; 山本, 照子 ほか 編『歯科矯正学』（第5版）医歯薬出版、2008年3月25日。ISBN 978-4-263-45615-6。
- 新井一仁、石川博之 (歯学者)『新しい歯科矯正学』（第3版）永末書店、2012年3月24日。ISBN 978-4-8160-1240-2。

## 所属学会
- 日本矯正歯科学会 理事[1]
- 日本口蓋裂学会[1]
- 国際歯科研究学会[1]
- 国際歯科研究学会日本部会[1]
- World Federation of Orthodontists[1]

| 学職                          | 学職                                                              | 学職   |
| ----------------------------- | ----------------------------------------------------------------- | ------ |
| 先代 丹羽金一郎 1990年-2004年 | 朝日大学歯学部 口腔構造機能発育学講座 歯科矯正学分野 教授 2004年- | 次代 - |